# 阿尔泰雪莲
阿尔泰雪莲（学名：Saussurea orgaadayi），一种分布于俄罗斯西伯利亚地区西南部、蒙古国西部及中国新疆北部等地区的多年生或二年生草本植物，隶属于菊科风毛菊属，在中国被列为国家二级重点保护野生植物。

## 形态特征
阿尔泰雪莲植株高40-65厘米。茎直立中空，单生，密被叶片，基部被叶柄的带状残余所覆盖。莲座叶和下部茎叶具叶柄；叶片椭圆形到狭椭圆状卵形，6-16×3-4厘米，两面绿色，粗糙，具腺毛，疏生柔毛，边缘具深波状牙齿到锯齿，先端锐尖。中上部茎生叶无梗，狭卵形，椭圆形，或倒卵形，8-17×2-5.5厘米，基部耳形。最上面的茎生叶卵形到狭三角状卵形，4-12×1.5-6.5厘米，膜质，星状围绕着花序，两面淡黄，边缘具牙齿。头状花序20-30个，组成半球形的合生花序，直径12-15厘米，无梗或具短花序梗。总苞钟状，直径2-3厘米。总苞片3-5层，线状钻形，棕色具深色边缘，被绢毛及长柔毛，先端渐尖；外苞片11-18（-23）×1-2.5mm；中部和内部苞片14-18×1.4-1.8毫米。花托裸露或短具乳突。花冠紫色，1.7-1.9厘米，筒部8.5-9.5毫米，瓣片8.5-9毫米，裂片4.2-4.6毫米。瘦果麦秆色具黑色斑点，圆筒状，5-6.7毫米，钝5肋。冠毛麦秆色；外层刚毛状1-4毫米；内层鬃毛状1.1-1.4厘米。